# Aeschynomene carichanica
Aeschynomene carichanica là một loài thực vật có hoa trong họ Đậu. Loài này được (Rudd) G.B. Rodr. & G. Agostini miêu tả khoa học đầu tiên năm 1990.